# غاريبالد الأول من بافاريا
غاريبالد الأول (بالألمانية: Garibald I.)‏ (ولد 540) دوق (أو ملك) بافاريا من 555 حتى 591. تزعم سلالة الأغيلولفيين والأسرة البافارية التي حكمت مملكة اللومبارديين.